# Suldório
O suldório era um soldado e cavaleiro de elite da antiga Lusitânia. Eles fazem ainda parte do património mitológico Lusitano e Português em vários mitos e lendas.

## Ligações exteriores
Lenda da Bela Suldória (um mito antigo sobre uma mulher suldório, no tempo de Viriato)